# Monte Buckland
Monte Buckland é um pico proeminente da Cordilheira Darwin no sul dos Andes na região de Magalhães e Antártica Chilena a 1746 metros de altitude.